# Lael Brainard
Pour les articles homonymes, voir Brainard.
Lael Brainard, née le 1er janvier 1962 à Hambourg, est une économiste américaine. Elle est membre du Conseil des gouverneurs de la Réserve fédérale de 2014 à 2023. 

## Biographie
Fille du diplomate Alfred Brainard, Lael Brainard est née à Hambourg en 1962 et a passé son enfance en Allemagne et en Pologne. Elle est diplômée de l'université Wesleyenne en 1983 et est titulaire d'un doctorat de recherche (PhD) de l'université Harvard en 1989.
Elle est professeur au Massachusetts Institute of Technology pendant six ans avant de rejoindre l'administration Clinton en 1997 comme conseillère économique.
De 2010 à 2013, elle occupe le poste de sous-secrétaire au Trésor des États-Unis pour les affaires internationales. Elle est membre du Parti démocrate.
Elle est nommée au Conseil des gouverneurs de la Réserve fédérale le 13 janvier 2014 par Barack Obama et confirmée par le Sénat le 12 juin suivant. Elle est vice-présidente de 2022 à 2023.
Elle est choisie le 14 février 2023 par le président Joe Biden pour diriger son équipe de conseillers économiques, le Conseil économique national (NEC). Cette nomination entraîne sa démission de la FED à compter du 18 février, avant de prendre ses nouvelles fonctions trois jours plus tard.